# Petulanos plicatus
Petulanos plicatus és una espècie de peix de la família dels anostòmids i de l'ordre dels caraciformes.

## Morfologia
- Els mascles poden assolir 9,5 cm de llargària total.[4][5]

## Hàbitat
Viu en zones de clima tropical entre 24 °C - 28 °C de temperatura.

## Distribució geogràfica
Es troba a Sud-amèrica: conca del riu Essequibo.